# Balneario Buenos Aires
Balneario Buenos Aires es un balneario uruguayo del departamento de Maldonado y forma parte del municipio de San Carlos.

## Ubicación
El balneario se encuentra localizado en la zona sureste del departamento de Maldonado, sobre las costas del océano Atlántico, y sobre la ruta nacional 10, aproximadamente a 2 km al este de su empalme con la ruta 104 y a 20 km de la capital departamental. Limita al oeste con el balneario El Chorro y al este con el balneario San Vicente.

## Población
En 2023, Balneario Buenos Aires tenía 4612 habitantes permanentes, lo que representa un incremento anual del 9.7% respecto a los 1551 habitantes registrados en el censo de 2011.
| Gráfica de evolución demográfica de Balneario Buenos Aires entre 1975 y 2023 |
|                                                                              |
| Fuente: INE - Instituto Nacional de Estadística, Uruguay.                    |